# Серски църковен музей
Воденският църковен музей (на гръцки: Εκκλησιαστικό Μουσείο Σερρών) е музей в град Сяр (Серес), Гърция.

## История
Музеят е открит на втория етаж в сградата на Сярската митрополия. Инициативата за създаването му е на митрополит Максим Серски. През 2008 година музеят се мести в специално построена сграда на булевард „Папапавлос“.
Експонатите в музея идват предимно от Серския манастир и от различни църкви в Сярско и са четири вида - икони, дърворезби и иконостаси, метални артефакти и бродирани тъкани. Иконите са най-много и част от тях са дело на местни майстори и така музеят илюстрира тенденциите в поствизантийския иконопис в Сярско. Най-важните от тях са „Света Богородица Одигитрия“ от разрушената църква в Горно Луково (XIV век), „Христос Спасител“ и „Света Богородица Пантанаса“ от „Свети Георги Крионеритис“ в Сяр (XVII век), „Христос Спасител“ и „Света Богородица Одигитрия“ от „Свети Антоний“ в Сяр (XV - XVI век), „Свети Василий“ от същата църква (XVIII век), „Свети Йоан Кръстител“ от „Свети Георги“ в Джинджос (втората половина на XVI век), „Света Богородица Одигитрия“ (XVI век), както и основните икони, сред които и „Христос Благославящ“ (втората половина на XVI век) от иконостаса на Серския манастир, „Свети Спиридон и Йоан“. Впечатляващи са и „Архангел Гавриил“ (XVIII век) от храма „Свети Атанасий“ в Долна Нушка и „Архангел Михаил“ от „Свети Архангели“ (XVII век) в Сяр.
Сред разбованите фрагменти от иконостаси е иконостасът от „Свети Георги“ в Нигрита (XVIII век) и този от „Свети Николай“ в Дутлия (XIX век), както и царските двери от XVIII век от „Свети Йоан Богослов“ в Сяр. В музея има и колекция от антеминси, като най-старият е от 1653 година, старопечатни евангелия от 1542 и 1614 година, чифт бродирани със злато кръстове и чифт манипули от 1706 година.
- Експонати
- Бродирани тъкани от XVIII век
- Икона на Христос Спасител от „Свети Антоний“ в Сяр, XV – XVI век
- Икона на Свети Василий от „Свети Антоний“, XVIII век
- Икона на Свети Йоан Кръстител от „Свети Георги“ в Джинджос, XVI век
- „Архангел Гавриил“ от „Свети Георги“ в Долна Нушка, XVIII век
- „Архангел Михаил“ от „Свети Архангели“ в Сяр, XVII век
- Резбовано дървено разпятие, XVIII – XIX век